# Mentha suaveolens
Mentha suaveolens là một loài thực vật có hoa trong họ Hoa môi. Loài này được Ehrh. mô tả khoa học đầu tiên năm 1792.

## Hình ảnh

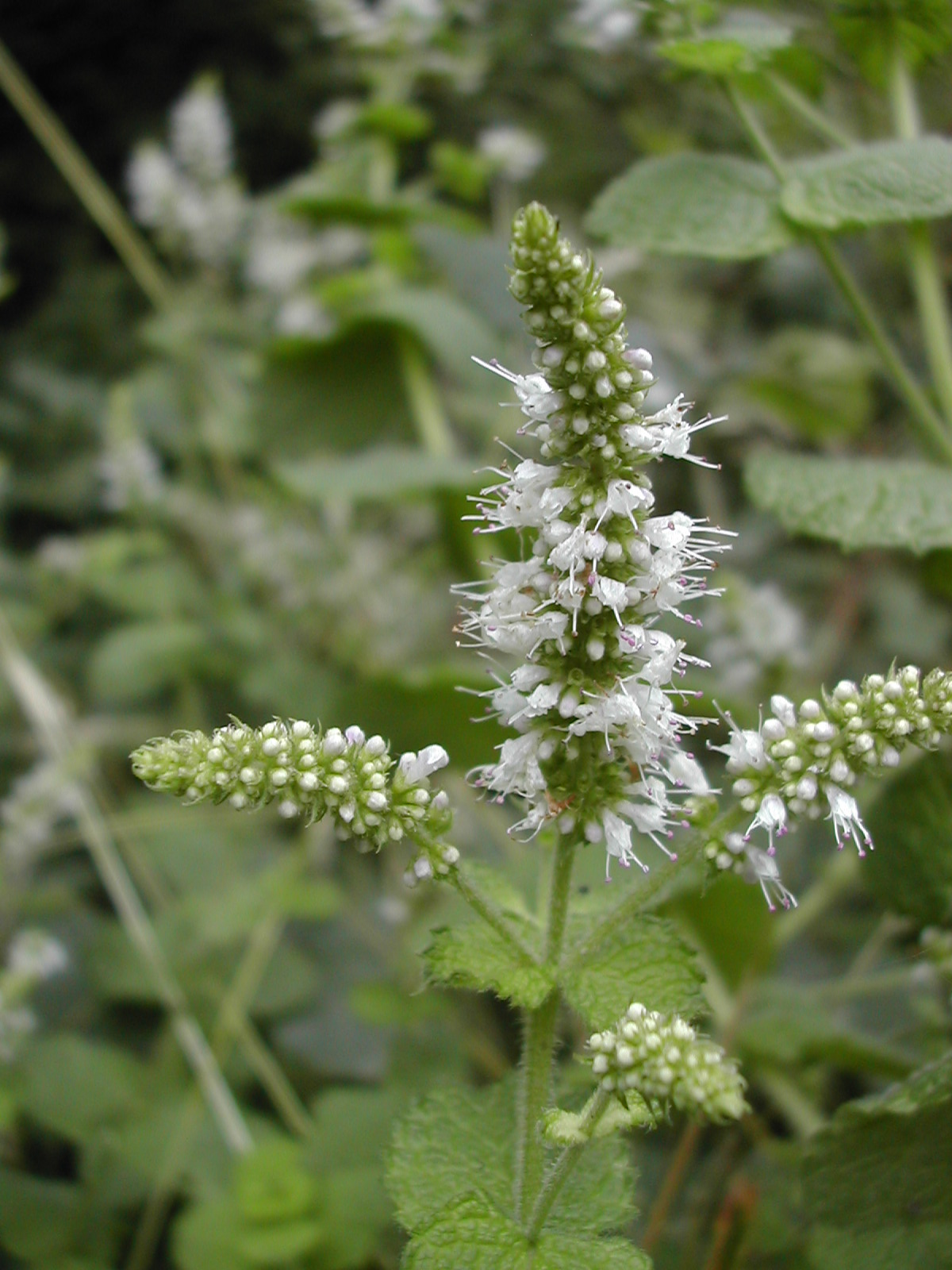
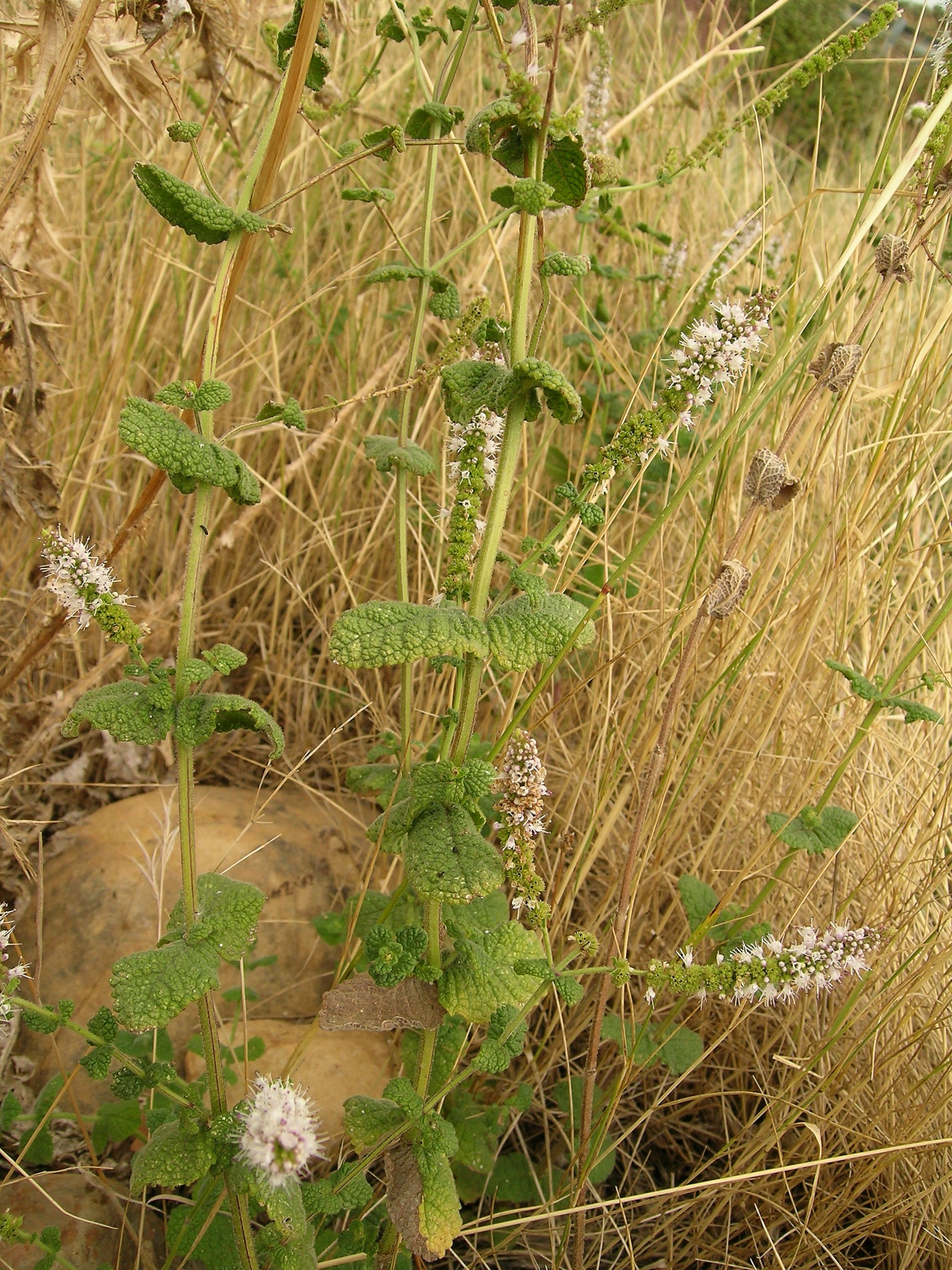
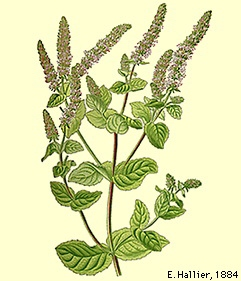
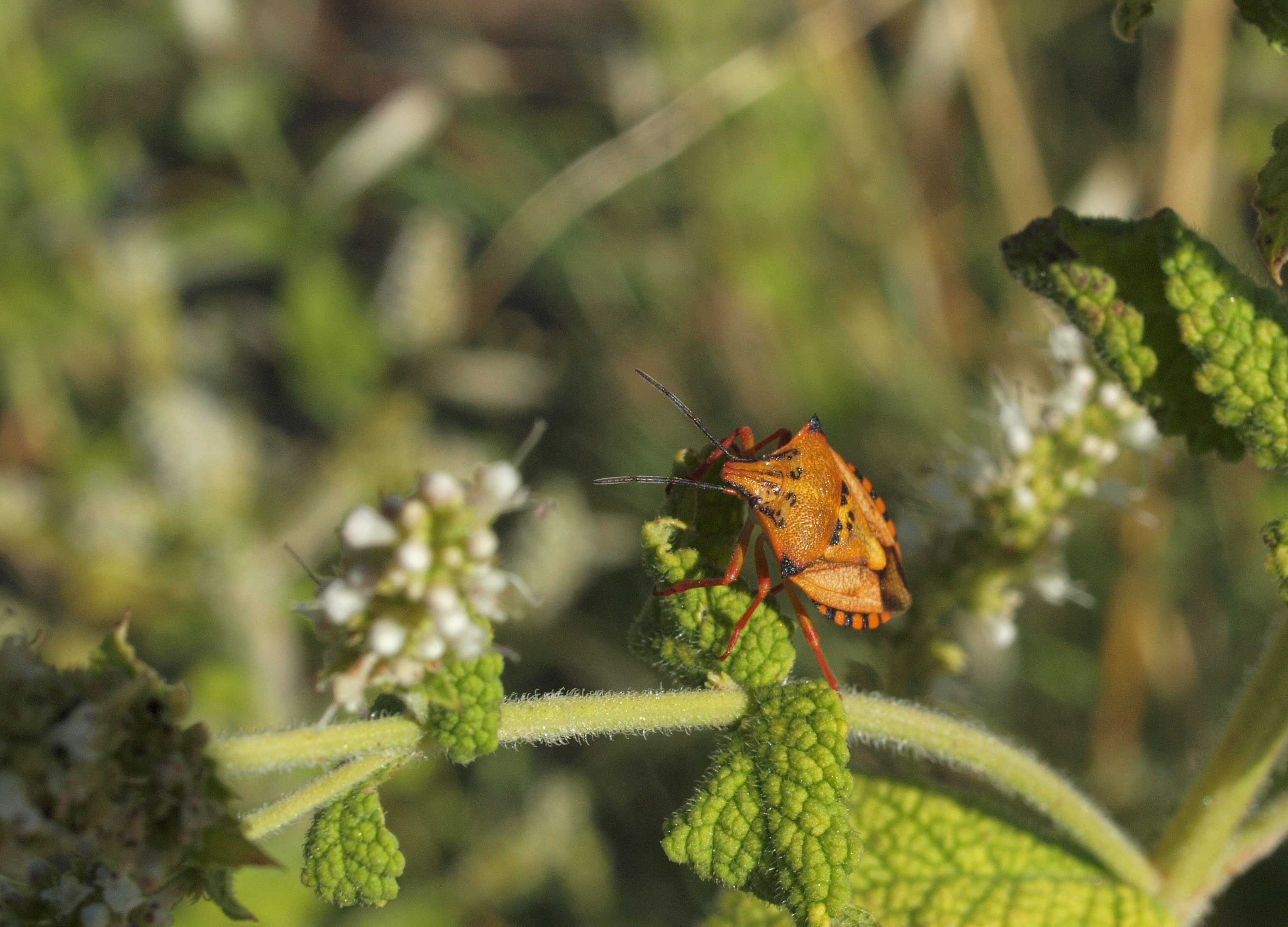